# Victor Van Hal
Victor Josephus Maria Van Hal (Turnhout, 22 mei 1852 - Teteringen, 13 mei 1918) was een Belgisch advocaat en politicus voor de Katholieke Partij.

## Levensloop
Van Hal groeide op in een gezin uit de hogere burgerij. Zijn vader (Josephus) was een tijdlang schepen te Turnhout. Van Hal doorliep zijn humaniora aan het Sint-Jozefscollege te Turnhout. Vervolgens studeerde hij rechten aan de  Universiteit van Leuven, alwaar hij in 1876 met 'grootste onderscheiding' afstudeerde. Vervolgens keerde hij naar zijn geboortestad terug en vestigde zich als advocaat.
Daarnaast was hij politiek actief. Hij behoorde tot de in 1875 opgerichte 'Turnhoutsche Katholieke Kiesvereniging' die er vanaf de gemeenteraadsverkiezingen van 1878 telkens in slaagde het overgewicht te behouden ten overstaan van de Meetingpartij. Bij deze verkiezing werd Van Hal een eerste maal verkozen tot gemeenteraadslid, waarna hij werd aangesteld tot schepen van openbare werken. Daarnaast zetelde hij sinds 1879 tevens in de Antwerpse provincieraad, waarvan hij in 1892 ondervoorzitter en in 1894 voorzitter werd. Ook was hij van 1886 tot 1900 plaatsvervangend rechter aan de Rechtbank van eerste aanleg van Turnhout. Na de gemeenteraadsverkiezingen van 17 november 1895 (de eerste volgens het algemeen meervoudig stemrecht) werd hij aangesteld als burgemeester. Hij volgde in deze hoedanigheid Pierre Dierckx op. Onder zijn bestuur werd een aanvang genomen met de aanleg van ondergrondse riolen, voetpaden en een waterleidingsnetwerk. Ook werd er gestart met de bouw van een nieuw postkantoor en station. Tevens vonden er herstellingen plaats aan het Kasteel van Turnhout.
Bij de Duitse inval in Turnhout tijdens de Eerste Wereldoorlog werd Van Hal door de Duitsers gevangengenomen. Hij werd daarbij verplicht een verklaring te tekenen dat hij gedood zou worden indien burgers Duitse soldaten zouden beschieten. Toen kort daarop twee gewonde soldaten werden binnengebracht, werd hij ter executie buiten de stad gevoerd. Hij werd evenwel ter nauwer dood gered, na de verklaring van deze soldaten dat ze door Belgische eenheden onder vuur werden genomen. Van Hal - die in slechte gezondheid verkeerde - besloot zich vervolgens terug te trekken als burgemeester, waarna François du Four waarnemend burgemeester werd. Hij vestigde zich in Nederland, alwaar hij in 1918 te Teteringen (nabij Breda) overleed.
In 1920 werd zijn lichaam overgebracht naar zijn geboortestad. In het Taxandriamuseum bevindt zich het door Jozef Paul Verrees in 1904 vervaardigde staatsieportret van Van Hal. Omstreeks 1920 werd de Nieuwstraat (een zijstraat van de Grote Markt) te Turnhout naar hem vernoemd. Deze werd evenwel in de jaren 60 deel van de Grote Markt, waarbij de volledige zuidelijke huizenrij gesloopt werd.  Heden is een zijstraat van de Steenweg op Antwerpen naar hem vernoemd.
Hij was gehuwd en had vier kinderen. Zijn broer Florent was gehuwd met de zus van Alphonse Versteylen.